# Batalla de San Esteban de Bas
La batalla de San Esteban de Bas tuvo lugar el 10 de marzo de 1695 en el frente catalán de la guerra de los Nueve Años (1688-1697). Enfrentó a una columna de infantería regular francesa dirigida por el brigadier Urbain Le Clerc de Juigné, gobernador de la cercana localidad ocupada por los franceses de Castellfullit de la Roca, contra dieciséis compañías de migueletes catalanes y campesinos armados bajo las órdenes de Ramón Sala i Saçala, veguer de la localidad de Vich. Los hombres de Juigné llevaban a cabo una acción punitiva para incendiar la localidad de San Esteban de Bas, cuyos habitantes se habían negado a pagar las contribuciones de guerra al ejército francés, cuando fueron atacados por los milicianos catalanes, que dieron muerte a numerosos franceses e hicieron prisioneros a la mayoría en dos combates distintos.
El primer y más sangriento enfrentamiento se produjo en el bosque de Malatosquera y el puente de Sant Roc, donde quinientos franceses resultaron muertos o heridos. Derrotados, Juigné y los hombres que le quedaban huyeron a Olot, donde se atrincheraron en un convento. Los catalanes forzaron la rendición de los franceses incendiando el edificio. Con tan solo siete muertos y cinco heridos entre sus fuerzas, los migueletes y campesinos de Sala i Saçala dieron muerte a 260 franceses e hicieron 826 prisioneros. El propio Juigné perdió la vida en la acción. A esta derrota francesa siguió, justo un mes después, el bloqueo efectuado por tropas españolas, migueletes y campesinos armados a las guarniciones francesas de Castellfullit y Hostalrich, localidades que los mandos franceses decidieron demoler y evacuar en el mes de julio ante la imposibilidad de mantener ambas posiciones.

## Contexto histórico

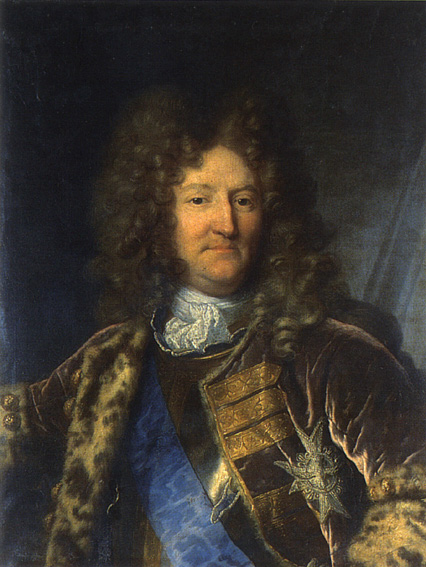
El duque de Noailles, comandante del ejército francés en Cataluña. Retratado en 1691 por Hyacinthe Rigaud.

Cataluña fue uno de los frentes principales de la guerra de los Nueve Años (1688-1697). Sin embargo, la escasez de medios y sus malas relaciones con el campesinado catalán debido a la Revuelta de los Barretines fueron los primeros problemas que debió afrontar el virrey de Cataluña, el duque de Villahermosa, en la primera fase del conflicto. En 1689 el Almirante de Castilla, Juan Gaspar Enríquez de Cabrera y Sandoval, dijo ante el Consejo de Estado español que «el mejor alivio que puede tener Cataluña son las capacidades externas, que podrían venir de Flandes, de Milán o de Navarra». Por otra parte, el ejército francés bajo el mando del duque de Noailles también estaba falto de recursos y por ello en los primeros cuatro años del enfrentamiento prevaleció la guerra de desgaste. En 1694 el rey francés Luis XIV envió más recursos a sus fuerzas en Cataluña y Noailles pudo romper las defensas españolas derrotándolas en la batalla de Torroella, junto al río Ter, y haciéndose con el control de Rosas, Palamós, Cadaqués y la importante ciudad de Gerona.
En 1695 los mandos militares franceses se encontraron con que los habitantes de las zonas ocupadas eran muy reacios a pagar las contribuciones de guerra y comenzaban a oponerse con una resistencia cada vez mejor organizada y exitosa. Durante el invierno de 1694 a 1695, los habitantes de Calella rechazaron el ataque de una fuerza de castigo de ochocientos a mil soldados franceses de la guarnición de Blanes y dieron muerte a entre sesenta y cien de ellos. Las tropas francesas también eran hostigadas por los milicianos catalanes, los migueletes, que tendían emboscadas a las fuerzas de Noailles en los bosques y desde las alturas. Uno de los jefes más exitosos de los migueletes era el capitán Ramón de Sala i Saçala, veguer de Vich, que consiguió dos victorias sobre los franceses durante el invierno: a finales de diciembre tomó un convoy que se dirigía a Hostalrich matando a 25 soldados y capturando a otros 25, mientras que el 24 de febrero derrotó a una compañía de dragones franceses en Navata, dando muerte a siete de ellos y tomando 28 prisioneros y 32 caballos.

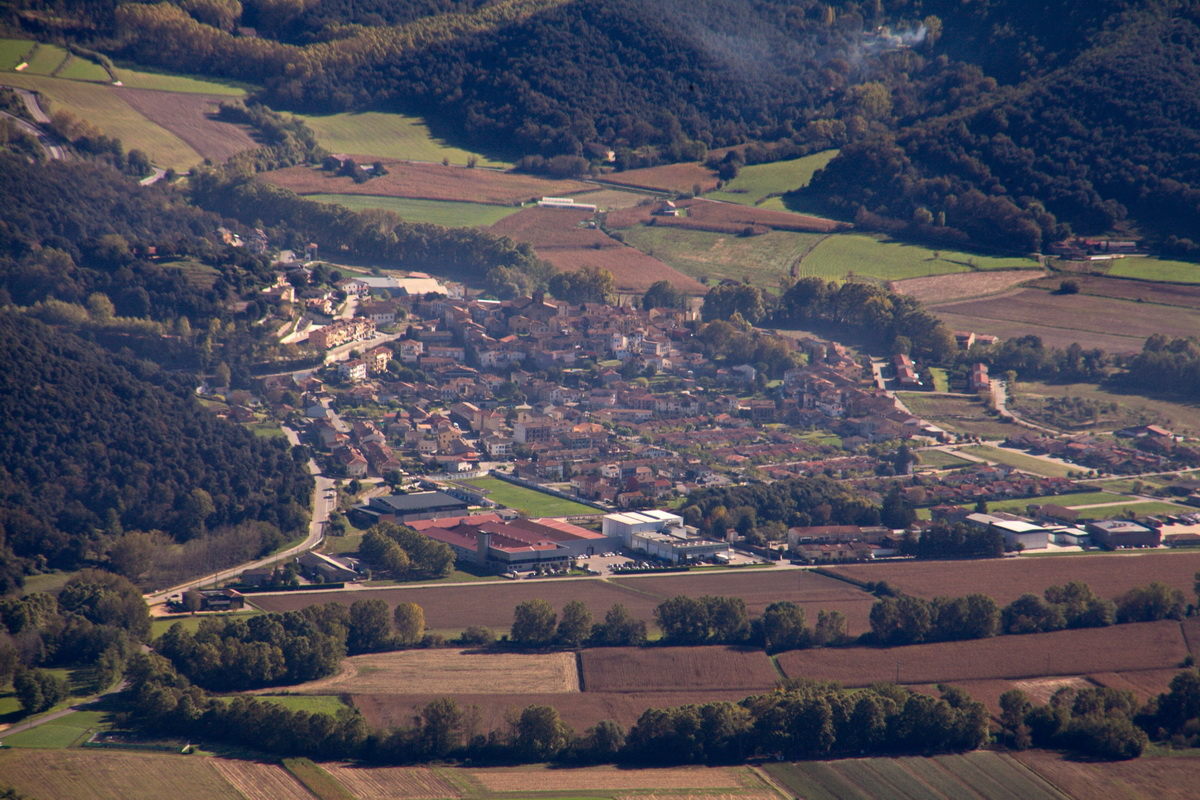
La localidad de San Esteban de Bas, en la provincia de Gerona.

Uno de los pueblos que rehusó pagar los impuestos a los franceses fue San Esteban de Bas. A pesar de que una partida de soldados galos saqueó la localidad en represalia, los lugareños siguieron negándose a obedecer. Por ello, el 28 de diciembre los ocupantes franceses enviaron una fuerza de setecientos soldados para arrestar a los aldeanos, aunque se encontraron el pueblo abandonado, lo saquearon de nuevo e hicieron prisioneros a dos sacerdotes. En marzo de 1695, con los lugareños todavía negándose a aceptar el dominio francés, Monsieur de Saint-Sylvestre, gobernador francés de Gerona, ordenó al brigadier Juigné, comandante de la guarnición de Castellfullit de la Roca, que castigara por tercera vez San Esteban de Bas y para ello llevara 1300 hombres seleccionados de su propia guarnición y de las de Figueras, Bañolas y Besalú. Esos soldados pertenecían al regimiento de la Alsacia alemana, a los regimientos suizos Manuel y Schellenberg y al regimiento francés de Artillería Real. El escritor francés Philippe de Courcillon afirmó que eran «las mejores tropas de ese país».

## Batalla

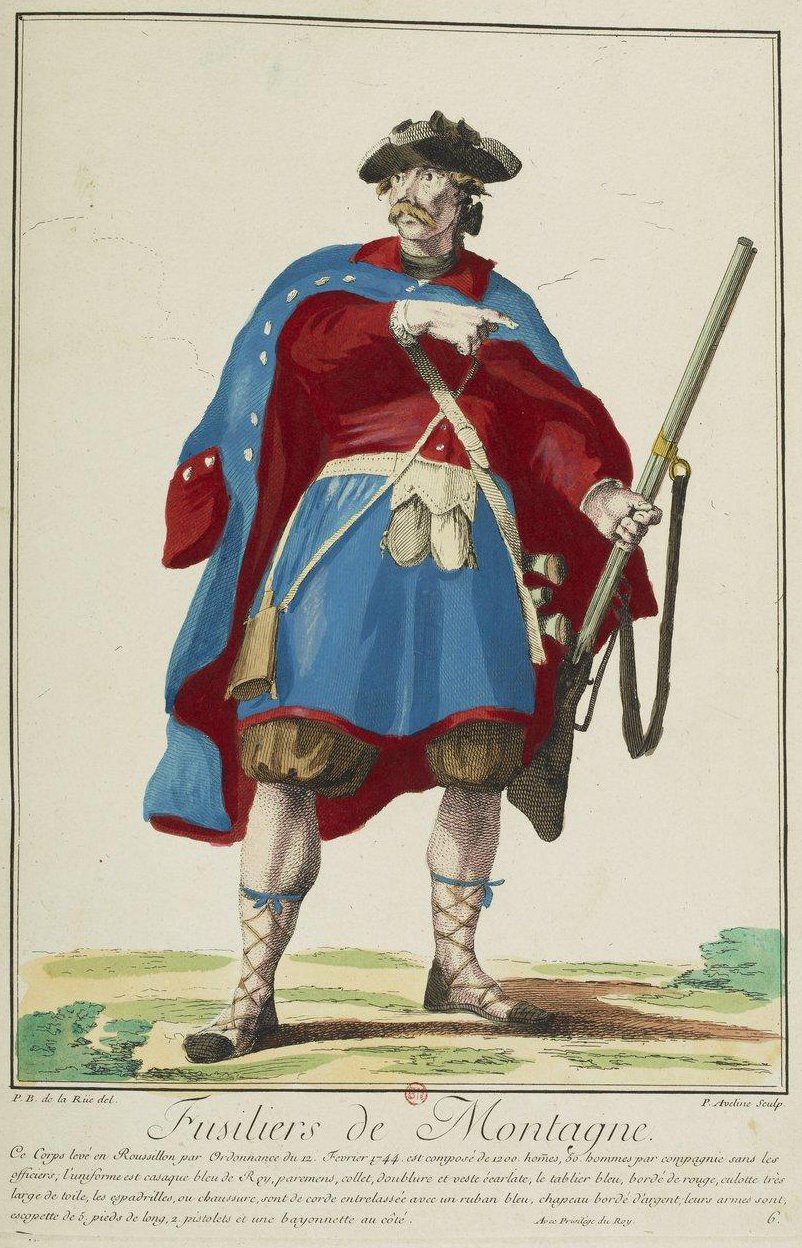
Un miguelete según dibujo de Philibert-Benoist de La Rue.

La fuerza francesa salió de Castellfullit en la tarde del 9 de marzo, transitó a cierta distancia de Olot y pasó la noche en la palanca de Cudella, un vado del río Fluviá. Al amanecer, algunos campesinos y migueletes los descubrieron y dieron la voz de alarma en San Esteban de Bas. Las mujeres y los niños buscaron refugio en las montañas cercanas y los hombres se prepararon para combatir a la columna francesa. Asimismo, pidieron ayuda a Ramón de Sala i Saçala, que se encontraba en el cercano municipio de San Feliu de Pallarols junto a los capitanes Josep Mas de Roda y Pere Baliart i Teula reclutando hombres para formar tres nuevas compañías de migueletes. Mientras tanto, Juigné llegó a Vall de Bas, dejando una retaguardia en El Mallol, y tomó posiciones en la colina de Puigpardines. Desde allí despachó un tercio de sus fuerzas para que quemaran San Esteban. Los franceses habían incendiado dieciséis casas cuando llegaron Ramón de Sala al frente de ocho compañías de migueletes y Pere Baliart con otras ocho. Las tropas catalanas obligaron a los galos a huir hacia la posición de Juigné.
En la colina de Puigpardines, Juigné ya estaba siendo hostigado por unos ochenta campesinos armados y el somatén local, un tipo de milicia. La llegada de los migueletes de Sala, Mas y Baliart le convenció de que lo mejor era emprender la retirada, pero cuando trataron de cruzar de nuevo el río Fluviá, se encontraron el camino bloqueado. Juigné decidió entonces escapar a Olot a través del bosque de Malatosquera y el puente de Sant Roc, pero los catalanes se le anticiparon. Sala dividió a sus migueletes en dos grupos de trescientos hombres cada uno, y mientras que Josep Mas de Roda al frente de uno de ellos persiguió y atacó a los franceses a través del bosque, él bloqueó el puente con el segundo grupo. Durante los combates a la carrera por el bosque, la fuerza de Juigné perdió veinticinco hombres y abandonó parte de sus municiones.
A pesar del incesante hostigamiento, la columna francesa consiguió hacerse con el control del puente y comenzó a cruzar al otro lado del río. Sin embargo, los migueletes y los campesinos armados abrieron fuego desde el sur y dieron muerte a unos setenta franceses. Según Charles Sévin, marqués de Quincy, general de artillería contemporáneo e historiador militar del reinado de Luis XIV, la formación de Juigné fue capaz de retirarse en orden hacia Olot. No es de esa opinión el historiador catalán del siglo XIX, Esteban Paluzíe y Cantalozella, que afirmó que los franceses huyeron en total desorden y dejaron 150 prisioneros al enemigo, los cuales fueron trasladados a San Esteban de Bas fuertemente escoltados.

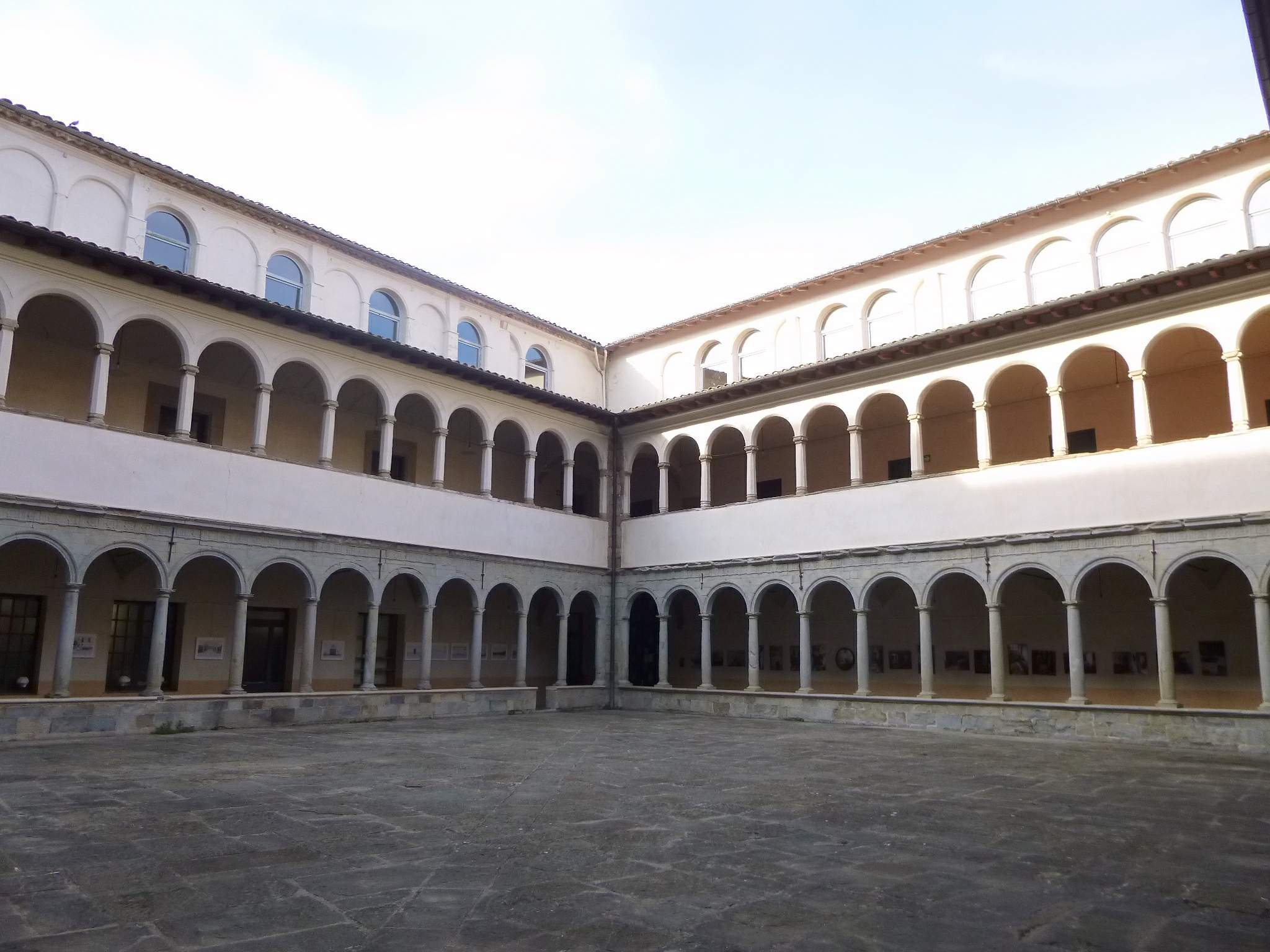
Claustro del convento del Carmen en Olot, en el cual se atrincheraron y fueron derrotadas las fuerzas francesas.

Al llegar a Olot, las fuerzas restantes de Juigné se atrincheraron en el convento del Carmen, mientras que noventa soldados suizos hicieron lo propio en el hospital de la localidad. Los suizos se rindieron pronto, pero el grueso de las fuerzas de Juigné resistió durante dos horas más. Los migueletes y los campesinos rodearon el convento y abrieron una brecha en sus muros, pero fueron repelidos en combate cuerpo a cuerpo en el que sufrieron dos muertos y un herido. Los hombres de Sala consiguieron derribar la pared de una capilla y penetraron por segunda vez en el edificio, aunque solo para ser repelidos de nuevo. Ante la imposibilidad de tomar el convento al asalto, los catalanes decidieron quemar sus puertas de madera, pero los franceses tapiaron los accesos con piedras y ladrillos. Finalmente, los sitiadores penetraron en el edificio tras prender fuego a una gran cantidad de brea y azufre en los boquetes que habían abierto antes en los muros. El fuego y el humo cegaron y asfixiaron a los soldados atrincherados, que se retiraron hacia el claustro del convento. Después de esto, Juigné, que había resultado herido de muerte en los combates, solicitó la rendición.

## Repercusiones
La columna francesa se rindió con la promesa de que los oficiales no serían despojados, pero todos permanecieron como prisioneros de guerra y tuvieron que entregar sus armas y dinero a los catalanes. Juigné, con otros 136 soldados y un capitán alemán, se quedó en Olot para recibir tratamiento médico. Sin embargo, el comandante galo murió poco después a consecuencia de las heridas. Las bajas francesas ascendieron a entre 251 y 260 muertos (32 de ellos oficiales) y 826 prisioneros, muy superiores a los siete muertos y cinco heridos del bando español. Las cifras se conocen bien porque el intendente francés de Gerona, René Desgrigny, escribió una carta a los regidores de Olot preguntándoles por el número y rango de los prisioneros con la intención de intercambiarlos cuando fuera posible. En esa carta Desgrigny señaló que monsieur Juigné tenía suerte de haber muerto porque la desastrosa derrota le habría costado muy cara. Los 690 prisioneros que estaban ilesos fueron trasladados primero a Vich y después a Barcelona, a donde llegaron el 15 de marzo. Su entrada en la ciudad fue presenciada por una multitud de barceloneses y por el propio virrey, el marqués de Gastañaga.

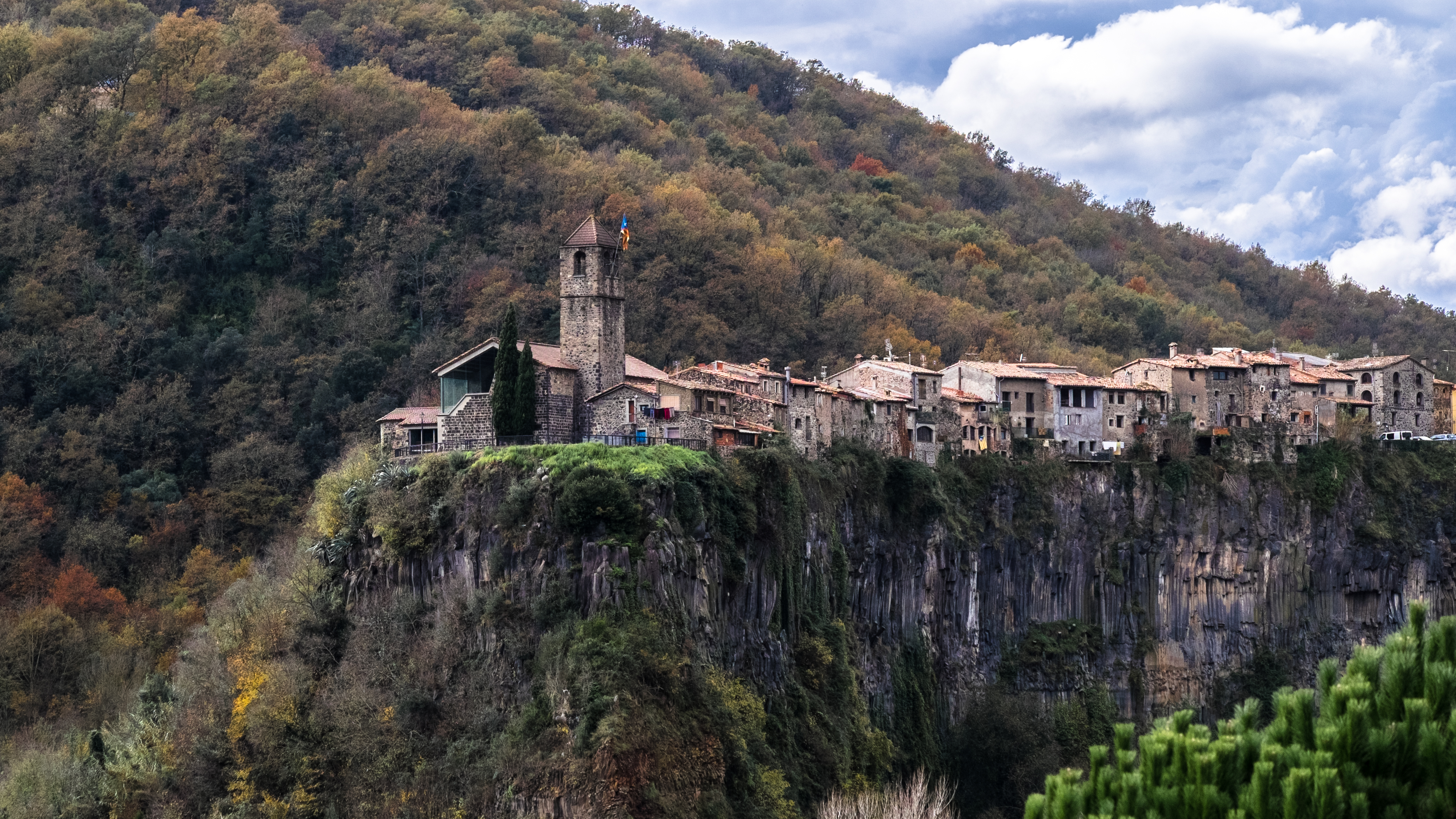
Castellfullit de la Roca.

En las semanas posteriores a la batalla, las tropas españolas y las milicias locales incrementaron su presión sobre la guarnición de Castellfullit. El 5 de abril los migueletes, apoyados por cinco compañías de dragones y numerosos campesinos, derrotaron a una formación francesa entre Berga y Castellfullit, matando a sesenta soldados y haciendo doscientos prisioneros. Noailles, aquejado de reumatismo, ordenó al teniente general Saint-Sylvestre que formase un convoy de auxilio a Castellfullit que iría escoltado por 2000 soldados de infantería y 600 de caballería. El 15 de abril, un cuerpo de migueletes, dragones españoles y campesinos liderados por Blai de Trinxeria atacaron y derrotaron al convoy. Después de esta acción, las guarniciones francesas de Castellfullit y Hostalrich cayeron bajo un efectivo bloqueo. El 19 de mayo, Saint-Sylvestre reunió un ejército de 11 000 hombres, 3000 de ellos de caballería, y consiguió liberar Hostalrich, aunque Castellfullit siguió bloqueada. Noailles y su segundo al mando no mantenían buenas relaciones, pues mientras Saint-Sylvestre abogaba por destruir y abandonar ambas localidades, Noailles no quería renunciar a esas plazas.
A finales de junio, Luis XIV sustituyó a Noailles por Luis José, duque de Vendôme. Noailles acusó a Saint-Sylvestre de incompetencia y, al igual que a otros altos oficiales, de saquear el país en beneficio propio, algo que hizo que el pueblo catalán se alzara en armas contra el ejército francés. El 8 de julio, Vendôme lideró a sus tropas hacia Castellfullit, donde las tropas francesas, hambrientas y disminuidas por las deserciones, estaban en una situación insostenible. El nuevo comandante francés evacuó la localidad y demolió la fortaleza, tras lo que el ejército francés se dirigió a Hostalrich, desbarató sus defensas y regresó a Gerona el 28 de julio.